# Gian Lorenzo Bernini
Gian Lorenzo Bernini (Giovanni Lorenzo Bernini, [džovanny lorenco bernýny]) (7. prosince 1598 Neapol – 28. listopadu 1680 Řím) byl italský barokní architekt, sochař a malíř. Dotvořil Svatopetrské náměstí před bazilikou sv. Petra ve Vatikánu. Jeho sochy se staly vzorem pro evropské barokní sochaře, často ovšem vzorem nedostižným. Bernini byl pro baroko podobně jako Michelangelo pro renesanci revolučním mistrem, jenž ukázal svému okolí cestu.

## Život
Otec Berniniho, Pietro Bernini, byl sochařem původem z Florencie, který pracoval u neapolského dvora. Oženil se s Angelicou Galanteovou, s kterou se seznámil během tamějšího pobytu. Roku 1605 nebo 1606 se rodina přestěhovala do Říma, kde byl Pietro Bernini pověřen papežem Pavlem V. výzdobou kaple Paolina v bazilice Panny Marie Sněžné.
Gian Lorenzo zde tvořil svá díla již od útlého věku, částečně také na zakázky papežské rodiny. Jeho prvním patronem byl kardinál Scipione Borghese. Papež Urban VIII. jej považoval za svého přítele a roku 1629 jej jmenoval architektem Sv. Petra a superintedantem veřejných prací v Římě (pouhé čtyři dny po smrti dosavadního architekta baziliky – Carla Maderny).
15. května roku 1639 se Bernini oženil s nemajetnou Caterinou Teziovou (jí bylo 22 let a Berninimu 40), dcerou právníka; narodilo se jim 11 dětí – devět z nich přežilo své rodiče (3. srpna 1657 se narodil Domenico Bernini, který později sepsal otcův životopis). Rodina bydlela na Via della Mercede. Dle dochovaných pramenů se jednalo o spokojené manželství. Caterina zemřela roku 1673, sedm let před Giano Lorenzem.
Před svatbou se v Berniniho životě objevila ještě jedna žena – Constanza Bonarelliová, žena jeho spolupracovníka Mattea Bonarelliho, která byla jeho milenkou asi od roku 1635. Kromě její busty existují spekulace, že je také zpodobněna v Božské lásce na náhrobku Urbana VIII. Vztah skončil velmi dramaticky. Roku 1638 přistihl Bernini svého bratra Luigiho, jak odchází z Constanzina domu. Opakovaně jej fyzicky napadl a zlomil mu dvě žebra. Poté se Luigi uchýlil do azylu baziliky Panny Marie Sněžné a následně odjel z Říma do Bologne. Constanzu nechal Bernini svým sluhou pořezat břitvou. Za tento čin byl odsouzen, díky svému prominentnímu postavení, pouze k pokutě 3000 scudů a jeho sluha byl vykázán do exilu.

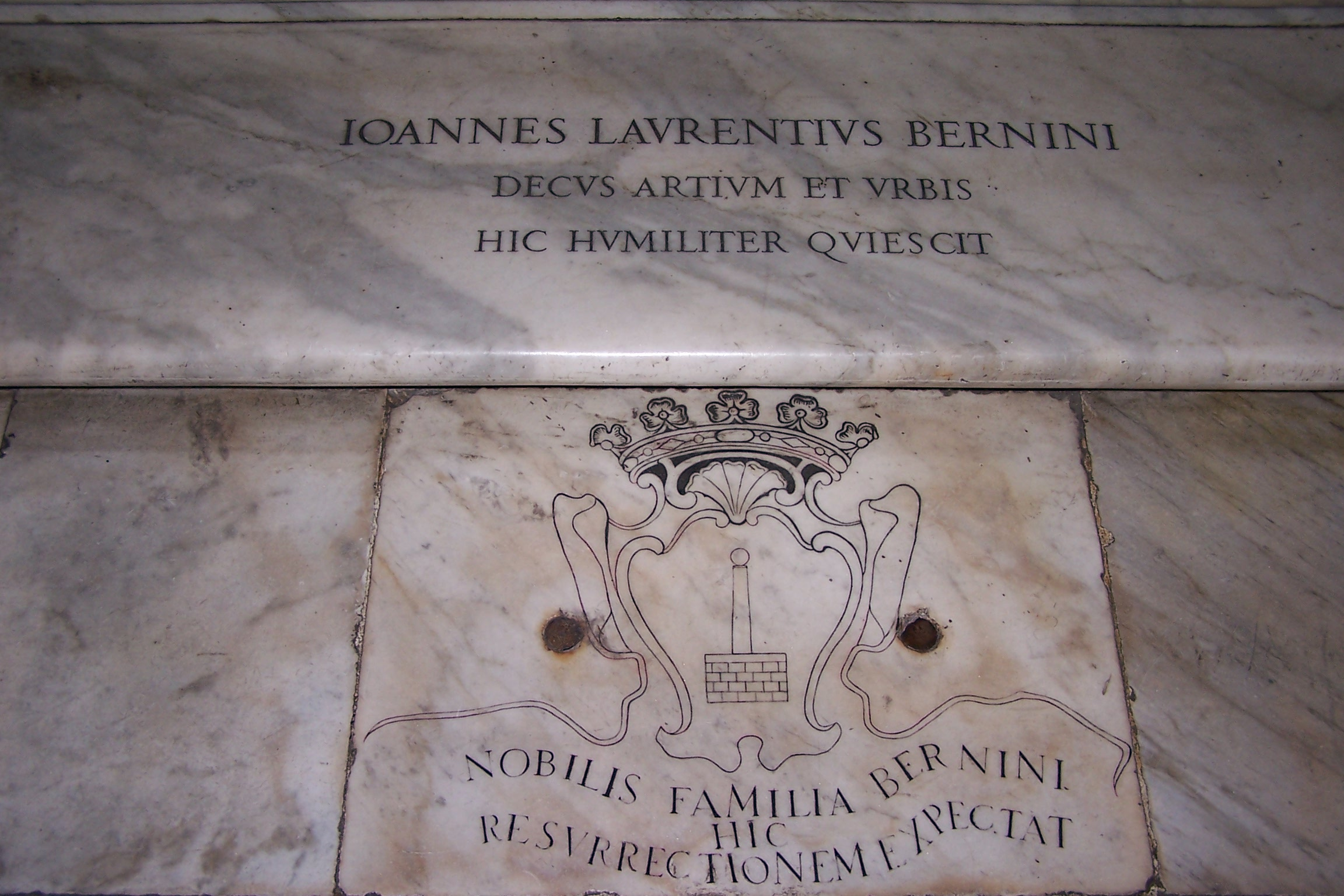
Berniniho náhrobek v bazilice Panny Marie Sněžné

Kolem roku 1644 francouzský kardinál Mazarin opakovaně nabízel Berninimu vysoký roční důchod, pokud přesídlí do Francie. Bernini o tom pravděpodobně po smrti Urbana VIII. uvažoval, ale nakonec zůstal v Itálii. Roku 1664 byl – spolu s Carlem Rainaldim a Pietrem da Cortonou – vyzván Jeanem-Baptistem Colbertem, ministrem financí Ludvíka XIV., aby naplánoval dokončení Louvru. Jeho návrh byl přijat a francouzský král osobně intervenoval u papeže Alexandra VII., aby Berniniho pustil do Paříže – sochař s doprovodem (sochaři Giulio Cesare, Mattia de Rossi a jeho druhý syn Paolo) odjel v dubnu 1665. Jako host Ludvíka XIV. vytvořil čtyři návrhy dokončení Louvru, které nebyly nikdy uskutečněny, a panovníkovu bustu. Obdržel 20 000 scudů a doživotní rentu 2000 scudů. Francii opustil v říjnu 1665 a zpět do Říma dorazil v prosinci téhož roku. Roku 1666 byla v Římě založena nová Francouzská akademie a Bernini se stal jejím uměleckým konzultantem. Giano Lorenzo se během svého pařížského pobytu vyjadřoval velmi kriticky k francouzskému umění; jediné, co obdivoval, bylo dílo malíře Nicolase Poussina.
Roku 1670 čelil sexuálnímu skandálu, který způsobil jeho bratr a zároveň asistent Luigi. Luigi byl vypovězen z Říma a Bernini musel zaplatit vysokou pokutu. Roku 1679 mu ochrnula pravá ruka, patrně následkem mrtvice. Zemřel v 81 letech a zanechal svým potomkům velké jmění (400 000 scudů). Je pochován v bazilice Panny Marie Sněžné.

## Berniniho spolupracovníci
Během svého života spolupracoval Bernini s mnoha sochaři. Patřili k nim Giuliano Finelli, Andrea Bolgi, Stefano Speranza, Ercole Ferrata, Lazzaro Morelli, Giovan Antonio Mari, Pietro Paolo Naldini, Antonio Raggi, který je považován za jeho nejúspěšnějšího nástupce a další. Na některých dílech se Bernini fyzicky nepodílel, pouze k nim vytvořil návrhy - například socha svaté Barbory v katedrále v Rieti a socha na Fontáně Moro zhotovené Marim, sochy na Fontáně čtyř řek nebo Slon s obeliskem. Luigi Bernini byl Gianlorenzovou pravou rukou řadu let. Například vytvořil tělo jednoho z andělů na náhrobku Matyldy Toskánské, asistoval při kompletaci náhrobku Urbana VIII. a byl superintendantem stavby Apoštolského paláce.

## Bernini a papežové

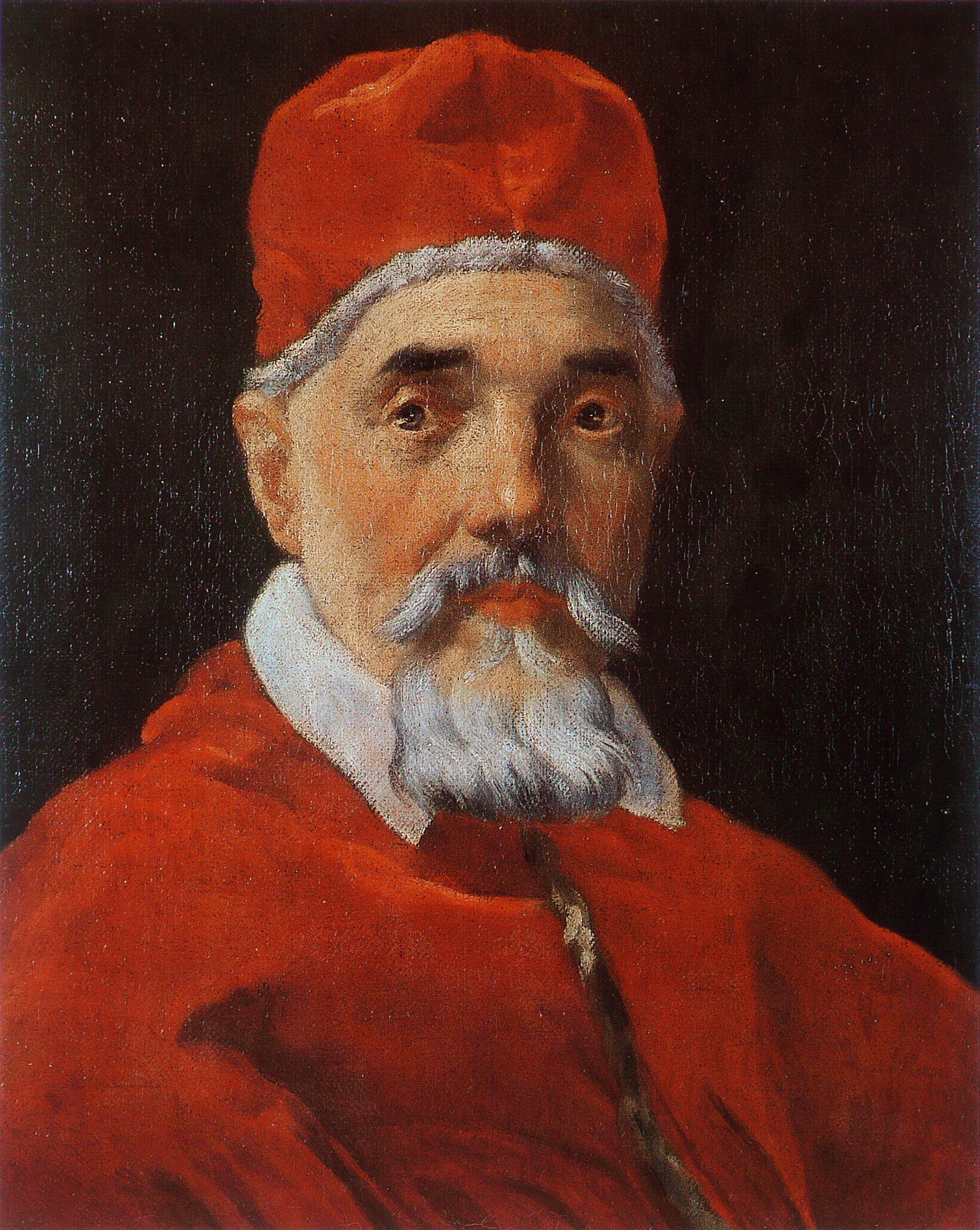
Portrét Urbana VIII. od G. L. Berniniho

Během sochařova života se na papežském trůně vystřídalo devět papežů. Nejvýznamnější postavení v Berniniho životě měl Urban VIII., který jej podporoval už jako kardinál (Maffeo Barberini) a po zvolení papežem jej dosadil do role svého Michelangela.
S Berninim se Alexandr VII. seznámil roku 1651, když se jako kardinál Chigi vrátil z Kolína, kde byl papežským nunciem. Za jeho pontifikátu nebyl Lorenzo pouze hlavním architektem sv. Petra ale také architektem Camery, což bylo považováno za velkou papežskou přízeň. Dle některých zdrojů mu bylo měsíčně vypláceno 260 scudů.
Roku 1646 napsal Gianlorenzo hru při příležitosti karnevalu, která byla urážlivou satirou na papeže Inocence X. a jeho synovce kardinála Camilla Pamphili. Hra byla uvedena v paláci donny Olimpie, která byla papežovou švagrovou. Při zadávání zakázky na Fontánu čtyř řek papež nevyzval Berniniho k předložení návrhu, tak jako ostatní římské architekty. Berniniho přítel a manžel papežovy neteře, Niccolo Ludovisi, podstrčil Gianlorenzův model mezi ostatní a papeže tak zaujal, že jej i přes averzi vůči sochaři vybral. 
Klement IX. si oblíbil jeho společnost a využíval jeho služeb častěji než jeho nástupce Klement X., který jej označil za příčinu plýtvání penězi papežského státu v obtížných časech.

## Bernini a Borromini
Gian Lorenzo Bernini a Francesco Borromini jsou považováni za dva největší římské architekty své doby s velmi odlišnými životními osudy. I když spolupracovali na několika projektech (baldachýn ve svatopetrské bazilice, palác Barberini, náhrobek Urbana VIII.), byli silnými soupeři. Bernini měl však výhodnější postavení a mocné ochránce. Borromini nejvíce kritizoval Berniniho za nezdařenou stavbu jižní věže k bazilice sv. Petra. Bernini zcela ignoroval nevhodnost tamního podloží a nechal postavit zvonici, která pak musela být stržena, jelikož hrozilo její zřícení. Souboj obou konkurentů pokračoval tím, že Bernini nazval Borrominiho architekturu „gotickou“, což bylo v jejich době hanlivé označení. Po něm tato slova použil i papež Urban VII. pro popis Borrominiho kostela Sant'Ivo alla Sapienza. Dle Paula Fréarta popsal Gian Lorenzo při pobytu ve Francii svého rivala jako muže výstředních myšlenek, jehož návrhy architektury odporují čemukoliv představitelnému.
Roku 1632 napsal Bernini dopis, kterým doporučoval Borrominiho na místo architekta římské univerzity La Sapienza. Účel této protekce není zcela jasný, existuje několik teorií, z nichž jedna ji označuje za pokus udržet Berniniho u projektu výstavby baziliky sv. Petra.
Teprve s nástupem papeže Inocence X., který se stal pronásledovatelem doposud vládnoucího rodu Barberiniů, se Borromini dostal ke státním zakázkám. Bernini si sice udržel významné postavení na projektu chrámu sv. Petra, ale po smrti svého ochránce čelil silné kritice.

## Dílo
Výběr, datace a tudíž i pořadí děl, pokud není uvedeno jinak, je převzata od Rudolfa Wittkowera.

### Sochařství

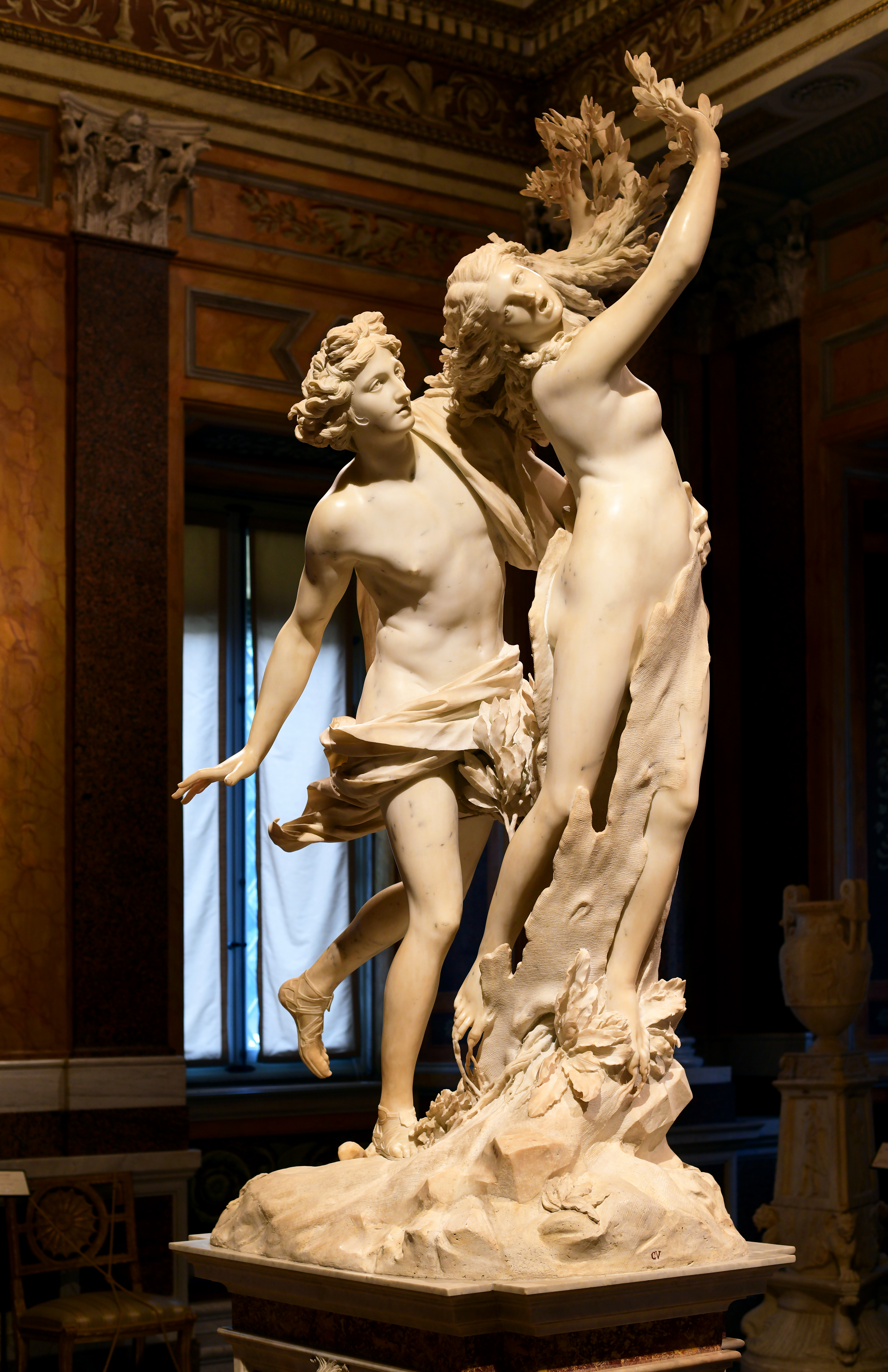
Apolos a Dafne

- Koza Amaltheia – mramorové sousoší kozy s malým Jupiterem a Faunem (sbírka Galleria Borghese). Datace vzniku tohoto díla není jistá, udává se rok 1615[13], ale i 1609.[14]
- Busta biskupa Giovanniho Battisty Santoniho, kolem roku 1610[15] nebo 1616, kostel Santa Prassede.
- Mučednická smrt svatého Vavřince, 1614–(1615[16] )1616, sbírka Contini Bonacossi, Florencie .
- Mučednická smrt svatého Šebestiána, 1615–(1616[17]) 1617, sbírka Thyssen Bornemisza v Luganu; socha vytvořená pro kardinála Maffea Barberiniho.
- Busta Giovanniho Vigevana, 1617, Santa Maria sopra Minerva. Busta je včleněna do Vigevanova náhrobku v levé boční lodi.
- Busta Pavla V., 1618, Galleria Borghese, výška 35 cm.
- Anima Dannata, 1619, busta, pro niž autor zřejmě čerpal inspiraci z Caravaggiova obrazu Chlapec kousnutý ještěrkou.
- Aeneas, Anchises a Ascanius prchající z Tróje, 1618–1619, výška sochy 2,2 metry, Galleria Borghese, první velké Berniniho sousoší vytvořené pro kardinála Scipiona Borgheseho , určené k výzdobě jeho vily.
- Neptun a Triton, 1620, Victoria and Albert Museum, Londýn, výška sousoší 1,82 m.
- Pluto a Persefona, 1621–1622, Galleria Borghese, výška sousoší 2,25 metru.
- Busta papeže Řehoře XV., 1621, Art Gallery, Toronto.
- Busta monsignora Pedra de Foix Montoya, 1621 (1622[18]), refektář kláštera Santa Maria di Monseratto, Řím
- Busta kardinála Escoubleaua de Soursis, 1622, Saint Bruno, Bordeaux.
- Busta kardinála Roberta Bellarminiho, 1622, náhrobek kardinála v apsidě kostela Il Gesù, Řím.
- Busta kardinála Giovanniho Dolfina, 1622, S.Michele di Isola – Benátky.
- Apollon a Dafné, 1622–(1624[19])1625, Galleria Borghese, výška sousoší 2,43 m. Do podstavce byl vryt nápis, jehož autorem je Urban VIII: Quisquis amans sequitur fugitivae gaudia formae, / Fronde manus implet, baccas seu carpit amaras.[20] („Kdo v lásce hledá potěšení z pomíjivé krásy, / naplní si ruce ozdobami, ale plody sklidí trpké“)
- Busta Antonia Cepparelliho (1622) mramor. Museo di San Giovanni dei Fiorentini, Řím
- David, 1623 (1624[21]), Galleria Borghese, výška 170 cm. Socha dostala roku 1910 nový podstavec (originál lze vidět na bronzové kopii v římském Museo Nazionale), který změnil její vzhled.
- Busta Urbana VIII., 1623, San Lorenzo in Fonte.
- Busta Monsignora Franceska Barberiniho, 1623, National Gallery of Art ve Washingtonu, do konce 2. světové války v paláci Barberini. Výška busty 79,6 cm. Strýc Urbana VIII.
- Busta Antonia Barberiniho, 1628, Galleria Nazionale d'Arte Antica v Římě, původně zařazena ve sbírce Henrietty Barberini; výška busty 80 cm.
- Busta Camilly Barbadoni, 1626, Museum of Fine Arts Copenhagen; výška busty 59,5 cm. Matka Urbana VIII.
- Busta kardinála Franceska Barberiniho, Toledské museum umění, Ohio; výška busty 82 cm. Synovec Urbana VIII.

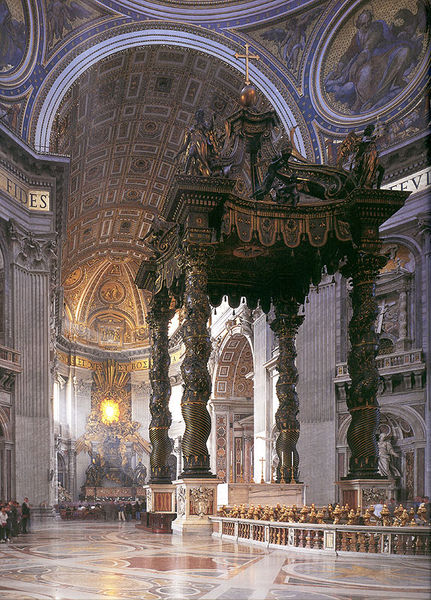
Baldachýn ve vatikánské bazilice sv. Petra

- Baldachýn sv. Petra, 1624–1633, (bazilika sv. Petra ve Vatikánu), výška kolem 29 metrů. Na mramorových podstavcích s erby papeže a rodu Barberini stojí kroucené mramorové sloupy zdobené zlatými lístky. Horní část baldachýnu tvoří voluty a sochy andělů. Byla to první zakázka od papeže Urbana VIII. Navrhování bronzové konstrukce trvalo Berninimu tři roky, zhotovil několik modelů z vosku, sádry a dřeva.[22] Spolupracoval se svým otcem a Franceskem Borrominim, který vyzdobil mramorové podstavce baldachýnu a pracoval na bronzových volutách. Dílo bylo náročné jak finančně (200 000 dukátů), tak i technicky; bylo nutno zbudovat hluboké základy, aby byla zajištěna stabilita konstrukce. K zajištění dostatku materiálu nechal Bernini zřídit v blízkosti stavby dvě slévárny. Podle nedoložené pověsti snad pocházel použitý bronz z kupole baziliky, kde ho kvůli odlehčení stavby nechal papež Pavel V. nahradit olověným plechem. Bylo ho však málo a tak Urban VIII. prý nechal strhnout všechen bronz z římského Pantheonu.
- Santa Bibiana, 1624–1626, kostel Santa Bibiana, Berniniho první socha s řaseným oděvem. Kopie sochy je v petrohradské Ermitáži a nákres ve Vídni.
- Busta kardinála Melchiora Klesla, 1626, Vídeň.
- Andělé, 1626–1628, dvě mramorové sochy na oltáři kostela Sant'Agostino v Římě.
- Láska se čtyřmi dětmi. 1627-8, teracotta, výška 39 cm. Vatikánská muzea.
- Busta kardinála Pietra Valiera, Benátky; výška busty 59 cm.
- Památník Carla Barberini, 1630, Santa Maria in Aracoeli v Římě, rozměry desky 4,30x3,50 metru. Na desce je kartuš s nápisem, dekorovaná dvěma alegorickými postavami pravděpodobně zpodobňující Ecclesia militans a triumphans. Ecclesia militans (církev bojující) byla zhotovena Stefanem Speranzou. Za tuto zakázku dostal Bernini zaplaceno 800 scudů.
- Fontána Barcaccia, 1628–1629, Piazza di Spagna.
- Svatý Longinus, 1629–1638[23], výška sochy 4,4 metry, bazilika sv. Petra; dochovalo se jedno bozzetto, malý hliněný model, Bernini jich k této soše údajně vytvořil dvanáct.[24]
- Busta kardinála Scipiona Borgheseho, 1632, Galleria Borghese; výška busty 78 cm.

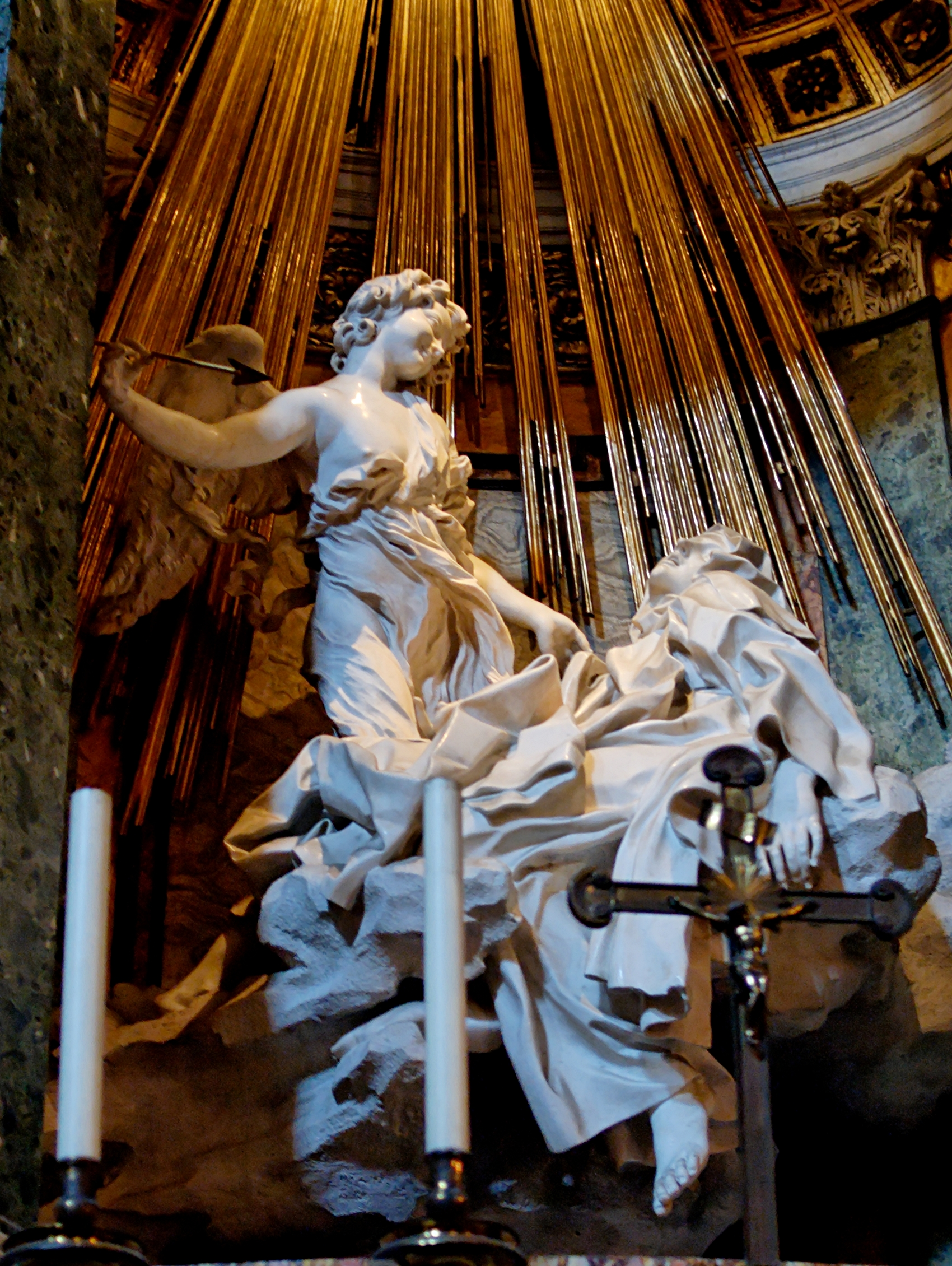
Vidění sv. Terezie (SM della Vittoria, Řím)

- Náhrobek hraběnky Matyldy Toskánské, 1633–1637, bazilika sv. Petra, pravá boční loď. Na sarkofágu klečí dva andělé přidržující kartuši s nápisem (dílo Andrea Bolgiho a Luigi Berniniho). Nad nimi ve výklenku stojí socha Matyldy Toskánské s papežskou mitrou v ruce. Nad ní dva andělé s korunou a erbem od Mattea Bonarelliho a Bolgiho. Výjev na reliéfu zdobící sarkofág, dílo Stefana Speranzy, znázorňuje císaře Jindřicha IV. klečícího před papežem Řehořem VII. Nákres k náhrobku je uložen ve Windsoru.
- Pasce Oves Meas ("Pas mé ovce"), 1633, mramorový reliéf nad hlavním vchodem, bazilika sv. Petra,; rozměry 4,90x5,58 metru.
- Busta Constanze Bonarelli, 1635, Museo Nazionale ve Florencii, portrét sochařovy modelky a milenky v životní velikosti; výška busty 72 cm.
- Busta Paola Giordana II. Orsini, 1624, bronzová busta vysoká 18,5 centimetru, Cyril Humphris Lld. Londýn.
- Busty Paola Giordana II. Orsini a Isabelly Orsini, 1635, hrad v Braccianu; výšky bust 88 a 84 centimetrů.
- Náhrobek Urbana VIII., 1628–1647, bazilika sv. Petra. Uvádí se jako Berniniho první sochařské dílo, kde použil materiálu více barev.[25] Je považována za variaci na hrobky rodu Medici v kostele San Lorenzo ve Florencii.[26] Na sarkofágu z tmavého mramoru a zlaceného bronzu sedí okřídlená Smrt zapisující na tabuli na podstavci papežovy sochy nápis: Urbanus VIII Barberinus Pont. Max.. Vlevo od sarkofágu stojí socha Milosrdenství s dvěma dětmi. Napravo se o něj opírá Spravedlnost s kopím. Dozorcem nad touto dlouhodobou prací byl jmenován papežem kardinál Angelo Giori.
- Busta Thomase Bakera, 1638, Victoria and Albert Museum; výška sochy i s podstavcem je 81,6 cm.
- Medúza, 1637, palác Conservatori v Římě.
- Busta kardinála Richelieua, 1640–1641, Louvre; výška mramorové busty 84 cm.
- Busta kardinála Richelieua, Sanssouci; bronzová kopie mramorové busty.

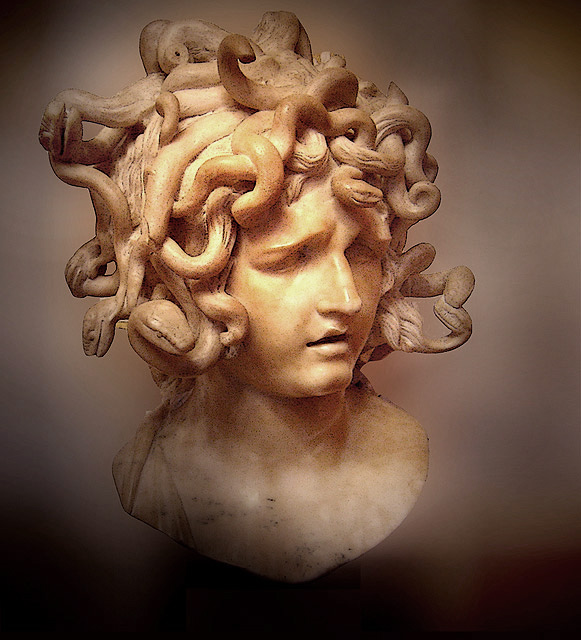
Medúza

- Fontána del Tritone,1642–1643, Piazza Barberini.
- Fontána delle Alpi, 1644, Piazza Barberini.
- Busty Inocenta X., 1647, palác Doria-Pamphili.
- Náhrobek Alessandra Valtriniho, 1639, San Lorenzo in Damaso v Římě, mramorový reliéf.
- Památník Alessandra Valtriniho, San Giacomo alla Lungarna v Římě, mramorový reliéf.
- Náhrobek řeholnice Marie Raggi, 1648, kostel Santa Maria sopra Minerva, šestý sloup v levé boční lodi

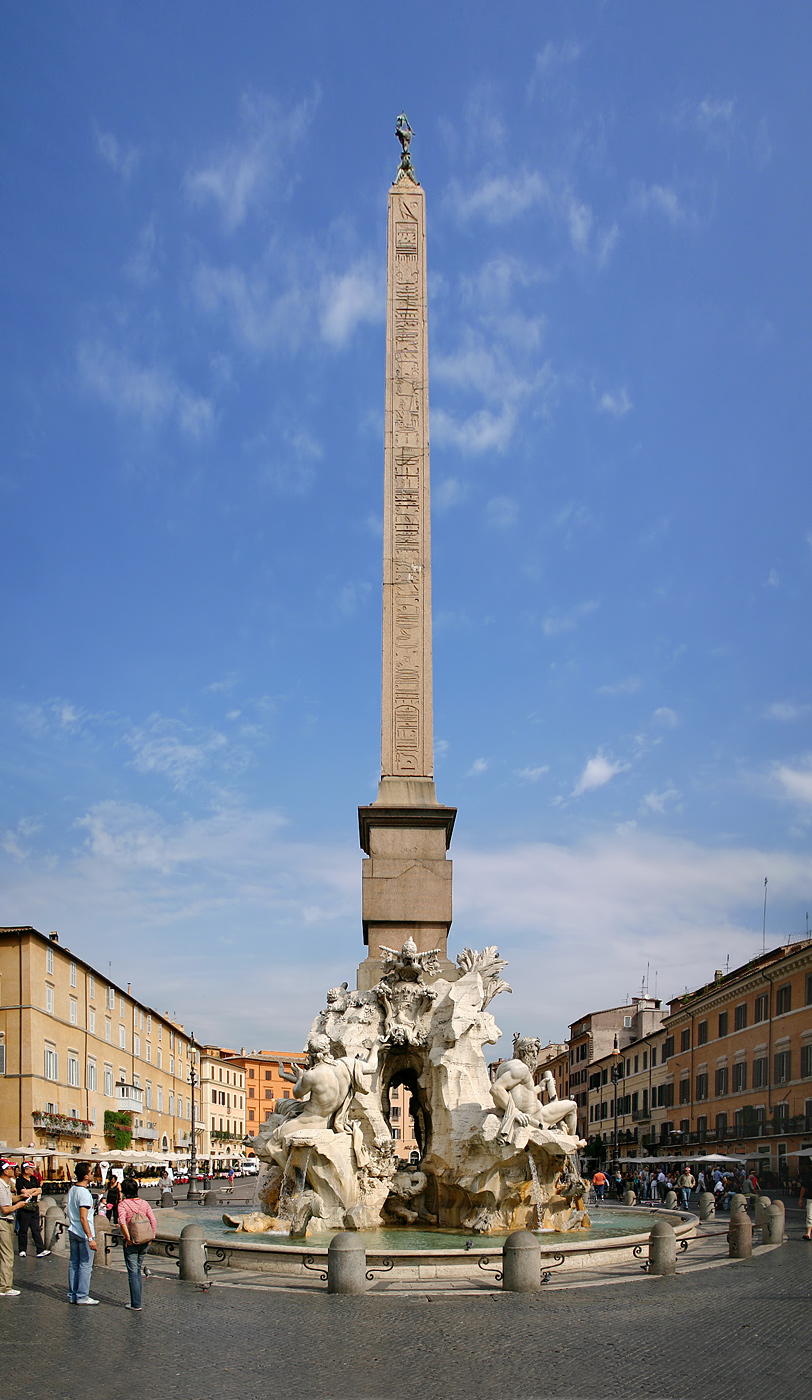
Fontána čtyř řek na Piazza Navonna v Římě

- Fontána čtyř řek, 1648–1651, Piazza Navona, je největší z Berniniho fontán. Má tvar skály s jeskyní, na které stojí egyptský obelisk. Na skále jsou čtyři sochy znázorňující Dunaj (postava se zvednutou paží), Gangu (postava s veslem), Nil (postava se zakrytou hlavou) a Rio de la Plata. Bernini sám vytvořil skálu, koně, lva a palmy; Dunaj Antonio Ragi, Nil Jacopo Fancelli, Platu Francesco Baratta, a Gangu Claude Poussin. Slavnostní odhalení fontány proběhlo 14. června 1651. Maketa celé fontány je uložena ve sbírce Giocondi v Římě, makety řek Plata a Nilu jsou v Benátkách v Ca d'Oro. Zmenšená kopie fontány stojí v Blenheimu.
- Kaple Raimondi, 1642–1646, San Pietro in Montorio v Římě.
- Odhalená pravda, 1646–1652, Galleria Borghese; výška mramorové sochy 2,80 metru. Bernini původně zamýšlel vytvořit dvě sochy: Odhalenou pravdu a Čas. Blok mramoru pro Čas zůstal v jeho dílně až do jeho smrti. Pravdu vytvořil Bernini pro svou rodinu, jako svůj odkaz. Do roku 1924 byla umístěna v paláci Bernini.
- Noli Me Tangere, („Nedotýkej se mne“) 1649, SS. Domenico e Sisto v Římě, první kaple vpravo. Sochy Krista, Marie Magdalény a andělů. Štuková výzdoba.
- Busta Francesca I. d'Este, 1650-1651, výška busty 100 cm, Museo Estense v Modeně.
- Vidění sv. Terezie z Avily, 1645-1652, kaple Cornaro kostela Santa Maria della Vittoria. Bozzetto k tomuto dílu je uloženo v Ermitáži.
- Fontána del Moro, 1653–1655, Piazza Navona. Kopie sochy Mora je v paláci Schifanoia ve Ferraře.
- Náhrobek kardinála Domenica Pimentela, 1654, Santa Maria sopra Minerva.
- Daniel, 1655–1657, kostel Santa Maria del Popolo, kaple Chigi.
- Habakuk a anděl, 1655–1661, kostel Santa Maria del Popolo, kaple Chigi.
- Štuková Drapérie držená letícími anděly, 1656, Sala Ducale, Apoštolský palác. Dle návrhu zhotovil Antonio Raggi.

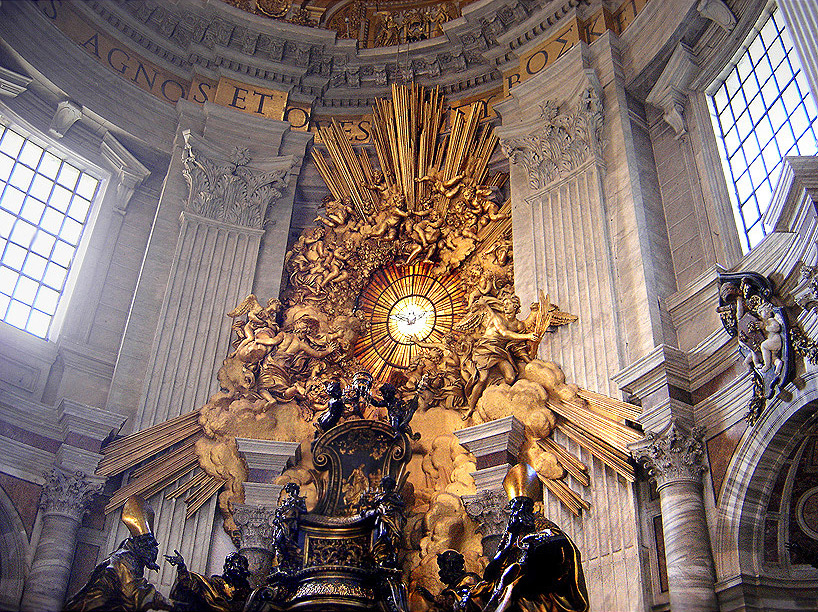
Stolec sv. Petra ve vatikánské bazilice sv. Petra

- Stolec sv. Petra, 1657 (1658[27])–1666, apsida baziliky sv. Petra. Jedná se o relikviář – do bronzového trůnu je zabudováno dřevěné středověké křeslo, které pravděpodobně dostal darem papež Jan VIII. roku 875.[27] Trůn lehce přidržují čtyři církevní otcové: Atanáš, Ambrož, Augustin a Jan Zlatoústý. Na vrcholu trůnu je papežská mitra, které se dotýkají dva andělíčci. Nad trůnem, obklopené bronzovou a štukovou výzdobou (převážně andělé) je oválné okno s holoubkem (z českého křišťálu), zpodobňující Svatého Ducha. Při průchodu slunečních paprsků oknem vzniká působivý efekt.
- Svatá Barbora, katedrála v Rieti, čtvrtá kaple vpravo.
- Svatá Máří Magdaléna, 1661–1663, katedrála v Sieně, kaple Chigi.
- Svatý Jeroným, 1661–1663, katedrála v Sieně, kaple Chigi.
- Busta Ludvíka XIV., 1665, Versailles, výška busty 80 cm. Bernini vytvořil tuto bustu během svého pobytu ve Francii. Zachoval se podrobný popis tvorby tohoto díla díky záznamům Berniniho francouzského průvodce Paula Fréarta. Zakázka byla zadána 20. června 1665. Král seděl sochaři modelem třináctkrát po jedné hodině, hotová busta byla doručena do Louvru 13. října 1665.

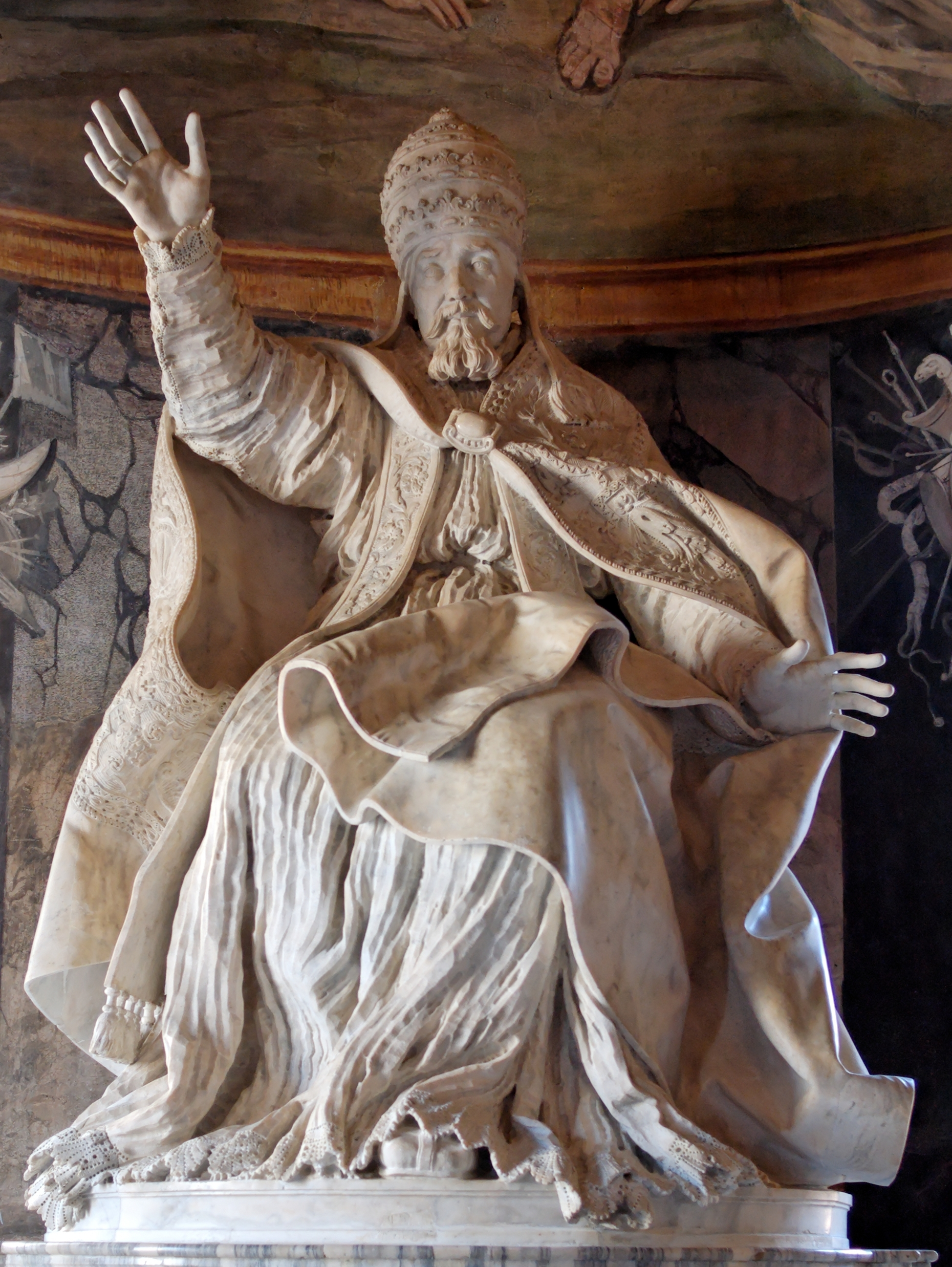
Socha Urbana VIII.

- Slon nesoucí obelisk, 1666–1667, náměstí Santa Maria sopra Minerva; provedený Ercolem Ferratou. Použitý starověký obelisk byl nalezen na pozemku přilehlého dominikánského kláštera Santa Maria sopra Minerva.
- Monument papeže Alexandra VII.,1671–1678, bazilika sv. Petra. Sousoší stojí ve výklenku nad dveřmi vedoucími ven z baziliky. Na vrcholu klečí na podstavci socha Alexandra VII. se sepjatýma rukama, pod ní je rozprostřena zřasená jaspisová drapérie. Přímo nade dveřmi, částečně schovaná pod drapérií, je pozlacená kostra znázorňující smrt a držící v ruce přesýpací hodiny. Na cípech drapérie jsou umístěny ženské postavy z bílého mramoru představující Milosrdenství, Moudrost, Pravdu a Spravedlnost. Bernini a jeho spolupracovníci zobrazili tyto papežovy vlastnosti nahé, později byly zahaleny bíle natřeným kovem. Socha Pravdy spočívá levou nohou na zeměkouli, z níž v místě Anglie vyčnívá trn. Bernini tak znázornil rozpory papeže s anglikánskou církví.[28] Za nákres a model dostal Bernini 1000 scudů.
- Anděl s trnovou korunou, 1668–1669.
- Anděl se superskripcí I.N.R.I. , 1668–1669, oba andělé byli určeni pro výzdobu mostu Sant'Angelo.
- Konstantin Veliký, první fáze 1654/druhá fáze 1662-1668, Scala Regia, mramorová jezdecká socha se štukovou drapérií. Bozzetto je uloženo v Ermitáži.
- Jezdecká socha Ludvíka XIV., 1669–1677, zahrady Versailles.
- Busta Gabriela Fonseca, 1668–1674, San Lorenzo in Lucina v Římě, čtvrtá kaple vpravo.
- Oltář v kapli SS. Sacramento, 1673–1674, bazilika sv. Petra, dílo je inspirováno náhrobkem kardinála Quignona od Jacopa Tatti Sansovina asi z roku 1536 v kostele Santa Croce in Gerusalemme.

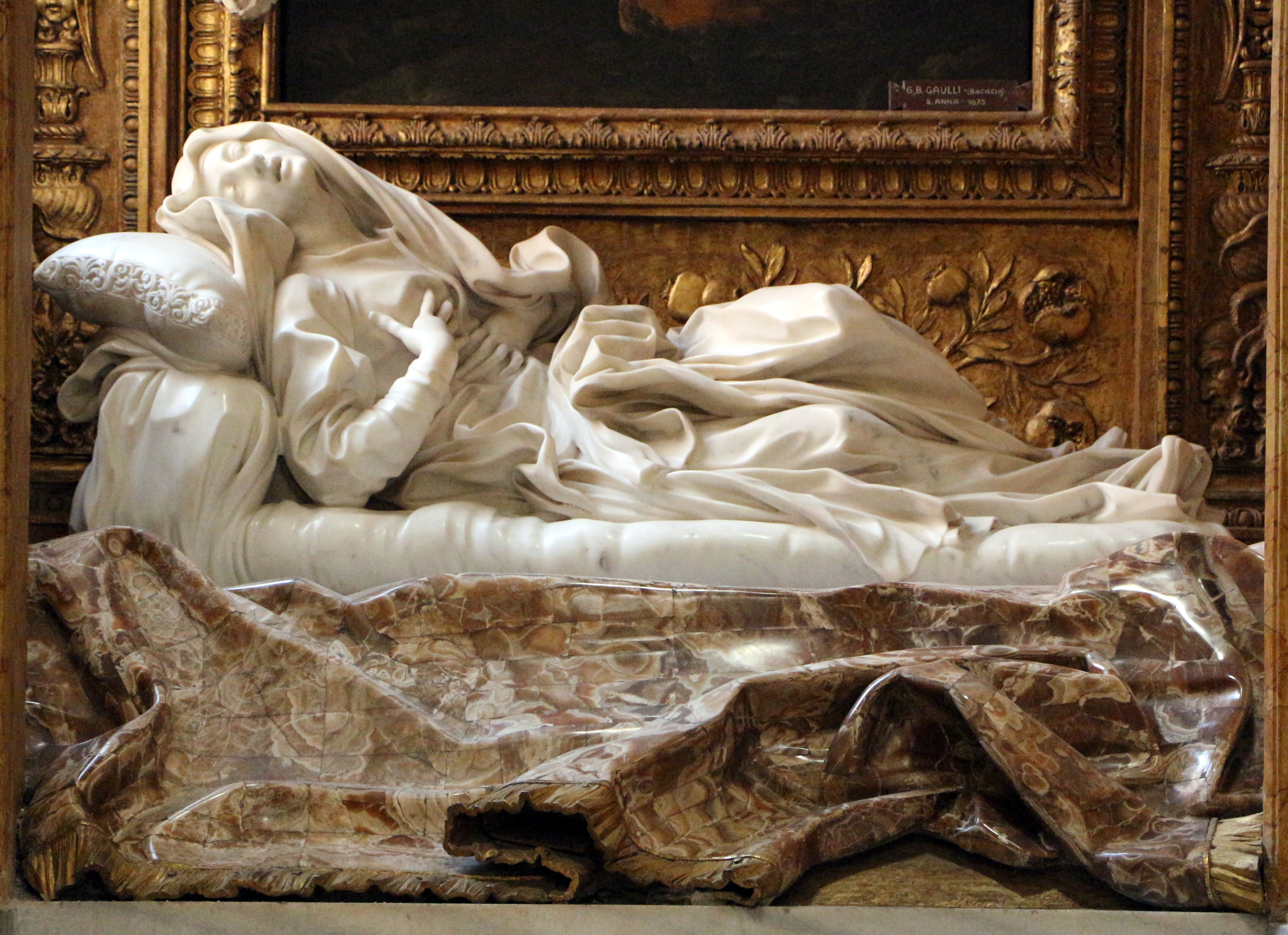
Ludovica Albertoni

- Smrt blahoslavené Ludoviky Albertoni, 1674, kaple Altieri kostela San Francesco a Ripa. Byla zhotovena na zakázku kardinála Paluzzi degli Albertoni Altieri na počest jejího blahořečení.[29]
- Vlastní podobizna, 1675, Ermitáž. Terakotový reliéf určený pro Berniniho náhrobek.
- Busta Klementa X., 1676, palác Altieri, výška sochy 1,05 metru.
- Salvator Mundi, 1679, v současnosti není znám její majitel.[30] V Galleria Nazionale v Římě se dochovala kresba znázorňující podobu sochy.
- Apoštolové v Lateránské bazilice, Řím.
- Respiro di Dio, 1663–1666, Svatopetrské náměstí, Vatikán.

### Architektura

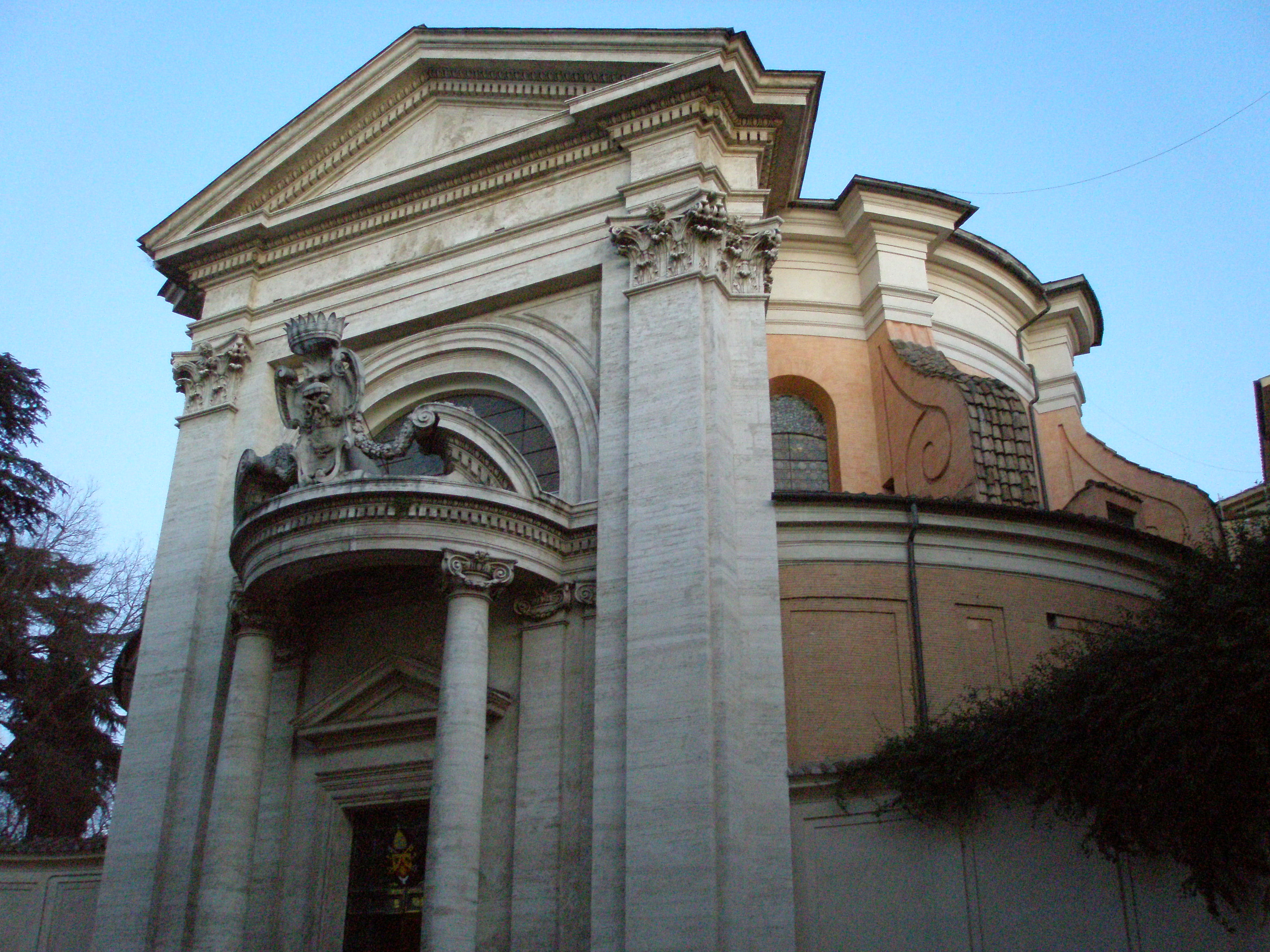
San Andreas

- Palác Barberini, dokončení stavby spolu s Borrominim po smrti původního architekta Carlo Maderny.
- Sloupová kolonáda na Svatopetrském náměstí, Vatikán. Základní kámen k novému náměstí byl položen 28. srpna 1657. Kolonádu zdobí 96 soch. Před výstavbou bylo nutno zbořit kasárna švýcarské gardy, kostel Santa Caterina, zvonici a dvanáct dalších domů.[31] Madernova fontána byla přesunuta a na jejím místě vztyčen obelisk.
- Římský kostel Sant'Andrea al Quirinale, 1658–1670. Většinu štukové výzdoby vytvořil Antonio Raggi.
- Kaple Cornaro kostela Santa Maria della Vittoria s ústředním sousoším Vidění sv. Terezie z Avily, 1645–1652.
- Scala Regia, 1663–1666, Vatikán. Výzdoba, kromě jezdecké sochy Konstantina I., zahrnuje dvě štukové okřídlené postavy troubící na trubky a držící papežský znak a dva medailony s motivy Konstantinova křtu a Konstantinovo položení základního kamene baziliky sv. Petra.
- Kostel Collegiata di Santa Maria Assunta v městě Ariccia.
- Kostel Collegiata di San Tommaso v Castel Gandolfo, ve městě, kde stojí papežská rezidence. Stavba byla vyzdobena mimo jiné medailony s výjevy ze života sv. Tomáše z Villanovy. Štuky vytvořil Antonio Raggi.
- Sv. Petr
  - Zvonice. Berninumu byla tato zakázka přidělena v lednu roku 1637. Původní plány vypracoval Carlo Maderno, který navrhl nízké věže nad kaplemi, blízko hlavního vchodu. Papež Pavel V. se však roku 1612 rozhodl, nechat postavit vysoké zvonice po stranách průčelí budovy. Z důvodu písčitého podloží byl Maderno nucen zbudovat hluboké základy a uvažoval o velmi odlehčené stavbě. Po jeho smrti však Bernini změnil plány: místo cihel použil těžký travertin. Hrozilo zhroucení celé fasády a roku 1642 bylo rozhodnuto o stržení obou nedokončených věží.
  - Výzdoba interiéru. Papež Innocent X. pověřil roku 1645 dokončením a obměnou vnitřních dekorací chrámu. Ploché mramory byly nahrazeny množstvím soch. Na každý pilastr byly dodány tři dvojice andílků nesoucí portrét papeže, tiaru a klíče nebo knihu a meč.

### Restaurátorská činnost

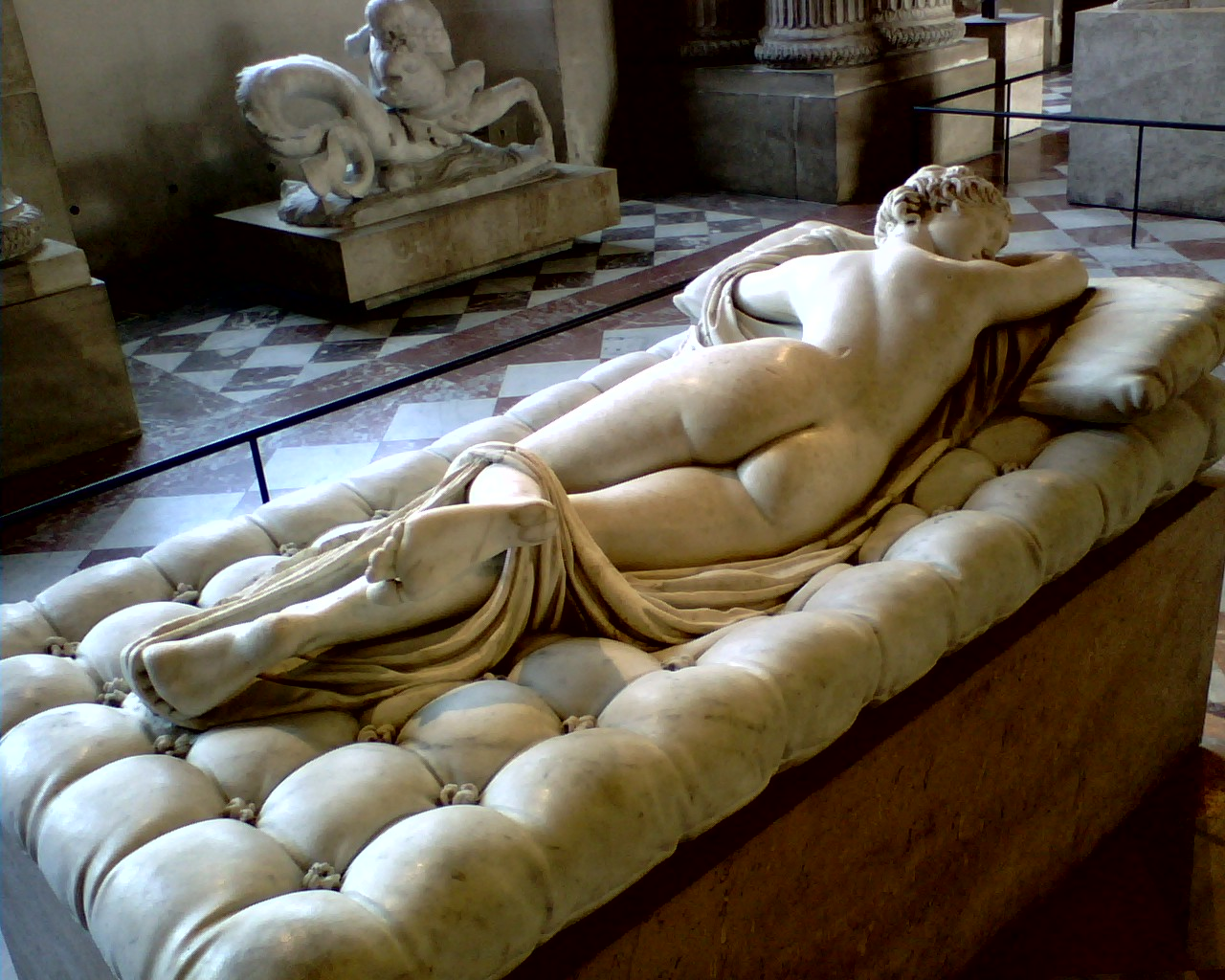
Spící Hermafrodita

Bernini byl jedním z umělců, kteří byli pověřeni rekonstrukcí nalezených antických děl. Neúplným sochám byly dodávány části dle předpokládané podoby.
- Hlava Cupida u sochy Ares Ludovisi, 1622, Museo delle Terme, Řím.[32]
- Matrace pro sochu Spící Hermafrodita, 1620, Louvre.[33] Původně tato socha stála ve Ville Borghese.

### Kříže
Podle Berniniho návrhů bylo zhotoveno pro různé zákazníky několik bronzových křížů. Tři nebo čtyři se v současnosti považují za ztracené.
Existující krucifixy:
- Kříž v Palazzo Pallavicini.
- Dva oltářní kříže v bazilice Svatého Petra, 1657 a 1659.
- Kříž pro Filipa IV., 1654, El Escorial.

### Ztracená a zničená díla
Uvádí se kolem 40 nedochovaných děl a děl dočasného charakteru (katafalky, výzdoba).
- Pieta pro kostel Santa Maria Maggiore, 1628.
- Zakázky pro papeže Klementa X. Například Adam a Eva a Čtvero ročních období.
- Katafalky pro Muzia Mattei a Carla Barberini.
- Orlí fontána v zahradách Villy Mattei

## Životopisy
Dochovaly se důkazy o tom, že už za Berniniho života sbírala jeho rodina materiály k sepsání umělcovy biografie. První životopis napsal až Filippo Baldinucci na pokyn Kristýny Švédské. Kniha s názvem Vita del cavaliere Gio. Lorenzo Bernino scultore, architetto, e pittore byla vytištěna v únoru roku 1682. Dílo je pokládáno za základní zdroj informací o životě sochaře, ale protože má spíše oslavný charakter, byly na ně napsány mnohé kritiky.
Roku 1713 vydal otcovu biografii Vita del cavalier Gio. Lorenzo Bernini Domenico Bernini. Faktická shoda s dílem Baldinuccia dala vzniknout dohadům, že jde o neinspirované plagiátorství.

## Galerie

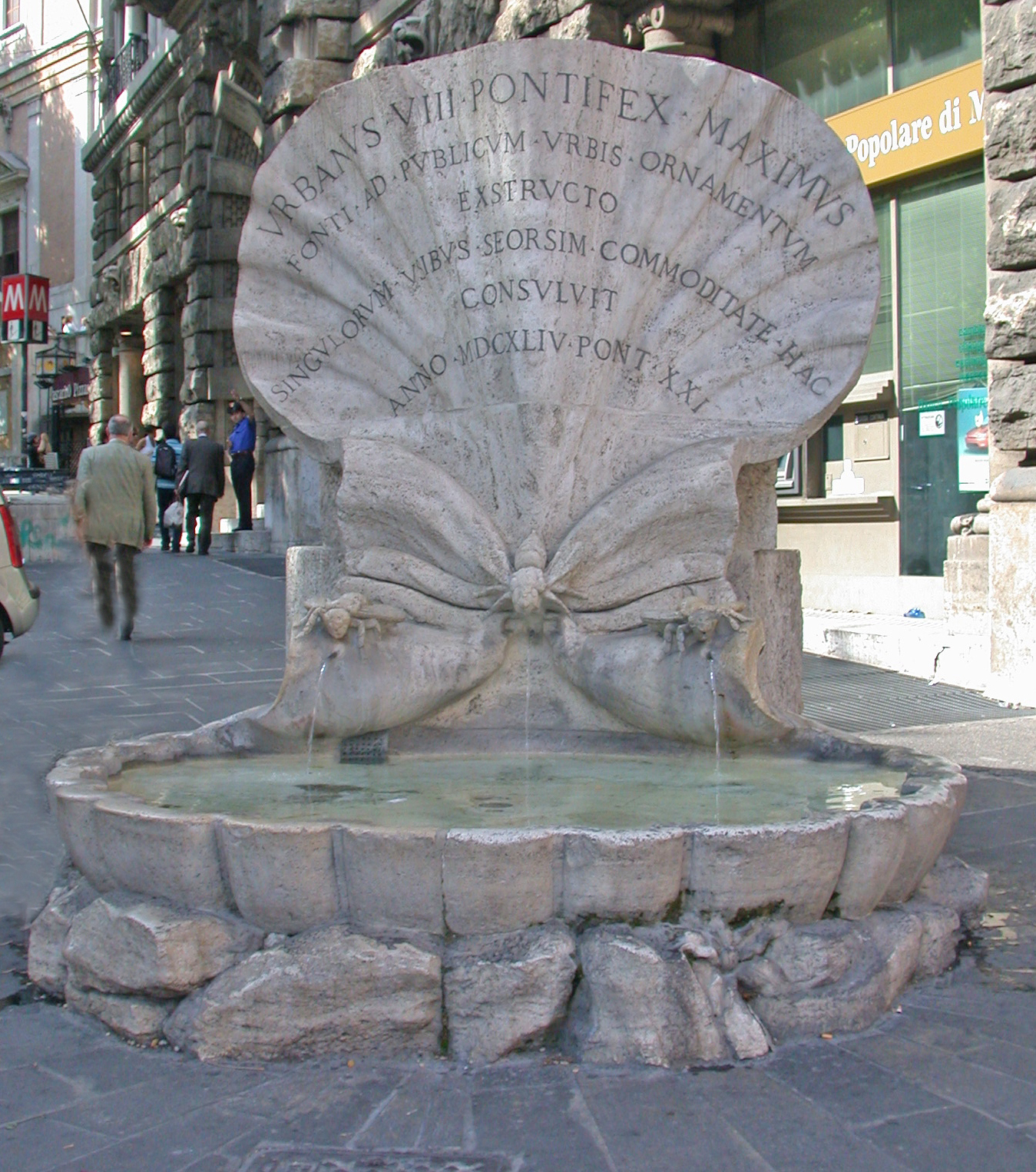
Fontána Api
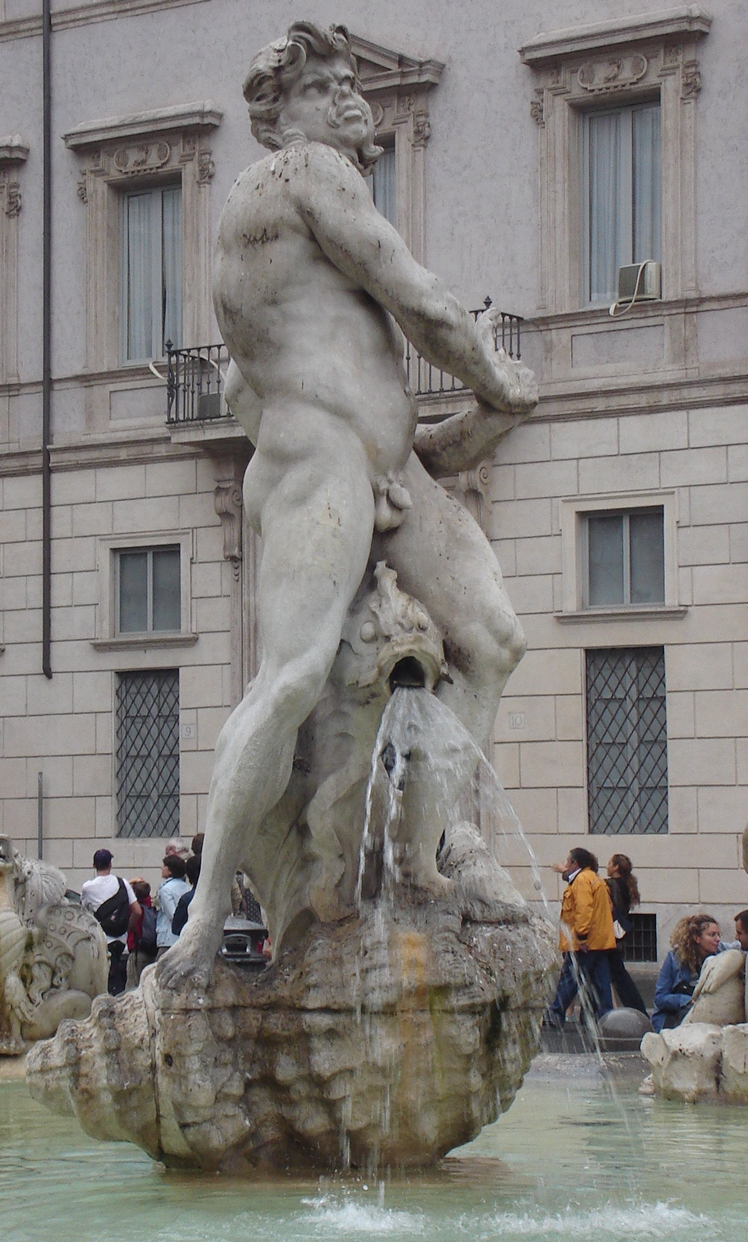
Fontána del Moro
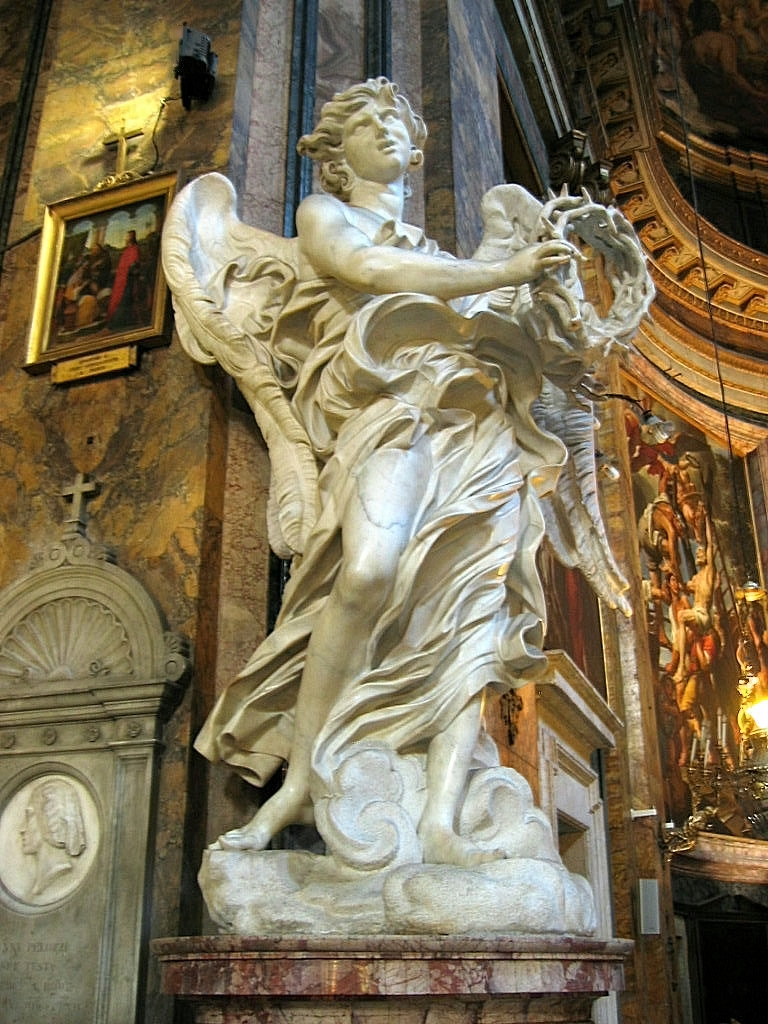
Anděl s trnovou korunou

## Výstavy
- Caravaggio & Bernini, Kunsthistorisches Museum Wien, Vídeň, 15. říjen 2019 – 19. leden 2020.[37]
- Devět Berniniho soch lze vidět v Galerii Borghese v Římě.[38]